# Doyōbi

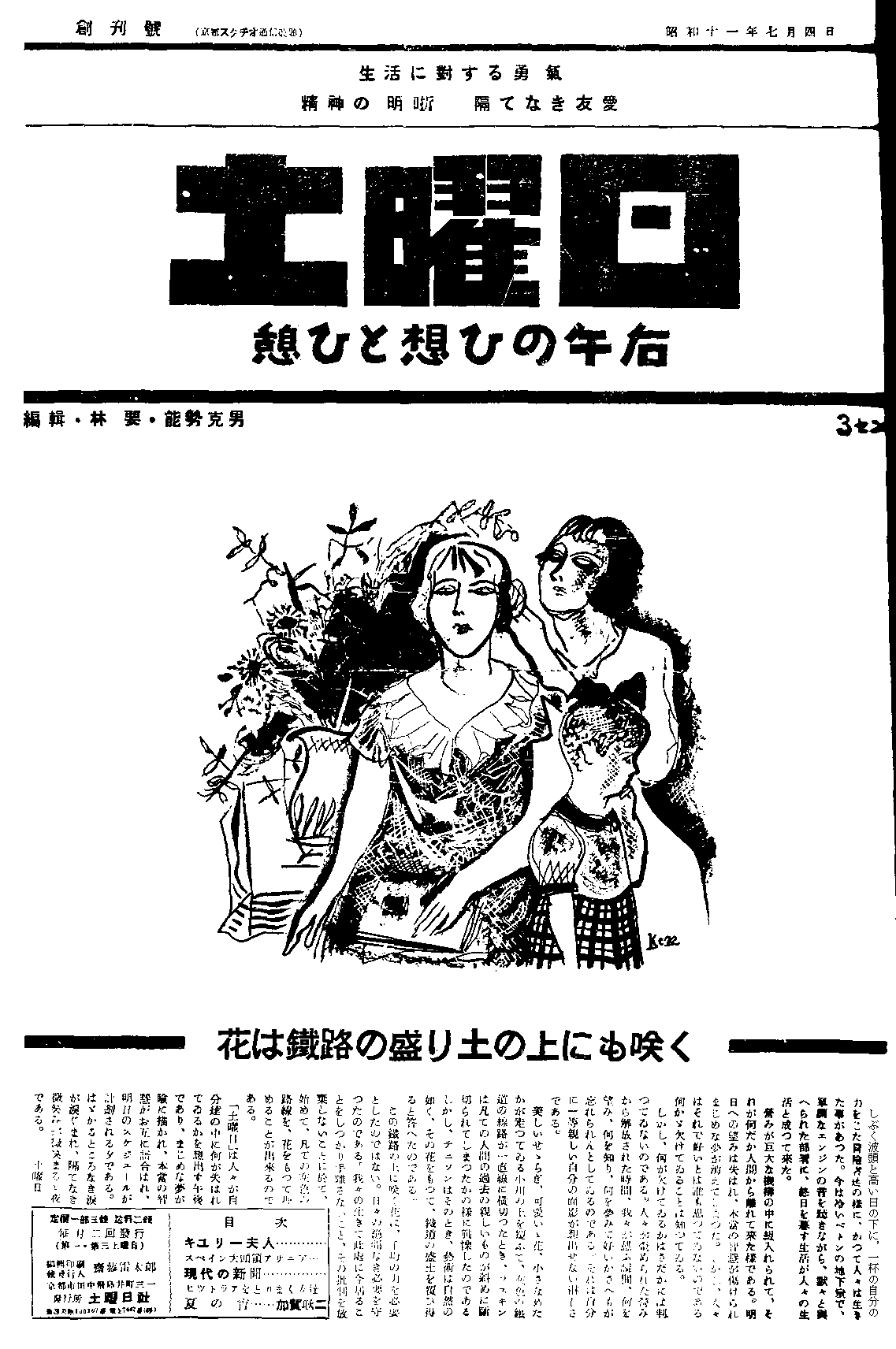
Portada del primer número de Doyōbi, 7 de julio de 1936.

Doyōbi (japonés: 土曜日, pronunciado [dojoːbi]) fue un periódico antifascista publicado en Kioto, Japón, desde julio de 1936 hasta noviembre de 1937. Doyōbi ("Sábado", en japonés) lleva el nombre de Vendredi ("Viernes" ), un órgano del Frente Popular francés. Katsuo Nose (1894–1979), Masakazu Nakai (1900–1952) y Kaname Hayashi (1894–1991), que fueron académicos populares en Kioto, fueron responsables de la edición, mientras que Raitaro Saito (1903–1997), un actor de cine, gestionó las finanzas y los anuncios de los patrocinadores.
Doyōbi era un periódico del tamaño de un periódico sensacionalista de seis páginas. La portada consistió en una ilustración de Kenzo Itani (1902-1970) y una opinión editorial de Nakai, Nose u otro editor.
"Cuando un ferrocarril gris y recto atravesó un hermoso arroyo con aguas poco profundas, flores dulces y pequeños peces nadadores, Ruskin se estremeció con la sensación de que todas las cosas pasadas familiares para los seres humanos se cortaron en diagonal. En ese momento, sin embargo, la respuesta de Tennyson fue que Las artes pueden cubrir el banco del ferrocarril como la naturaleza puede cubrirlo con flores.
Estas flores que florecen en el ferrocarril no han necesitado una gran fuerza, pero solo han seguido satisfaciendo las necesidades diarias continuas.
Al no abandonar vivir aquí y estar aquí, al no renunciar a las críticas, solo de esta manera, todos los ferrocarriles grises pueden cubrirse con flores".

(Opinión editorial del primer número de Doyōbi, 7 de julio de 1936)
Además de la portada, una página estaba reservada para información sobre películas, mientras que las cuatro páginas restantes estaban llenas de columnas sobre cultura, mujeres y entretenimiento. El contenido y la escritura fueron significativamente simples y simples, pero mantuvieron una postura antifascista y antibelicista con una redacción cautelosa.
Doyōbi fue distribuido por librerías, con cada tienda almacenando de 5 a 30 copias. Para aumentar rápidamente las ventas, Saito entregó de 20 a 30 copias del Doyōbi a los cafés patrocinadores de forma gratuita. La reputación de Doyōbi luego se extendió día a día, y muchos cafés compraron y pusieron Doyōbi en las mesas. La circulación del Doyōbi, que era de 2.000 al principio, aumentó a 8.000 en el pico. Nose y Nakai celebraron reuniones editoriales en cafés como el Salón de té François, que se convirtió en el centro del movimiento del Frente Popular en Kioto.
Doyōbi informaba con frecuencia sobre la vida de los trabajadores en Kioto, así como sobre artículos divertidos sobre películas y modas, y estos artículos eran la característica principal de este periódico.
Sin embargo, la policía reforzó la represión de los activistas de izquierda después del estallido de la segunda guerra sino-japonesa en julio de 1937. En noviembre de 1937, Nakai y Saito fueron arrestados y el Doyōbi fue descontinuado. Posteriormente, la policía arrestó al resto de los miembros, incluida Nose, de manera intermitente. Este arresto general se llamó más tarde el Incidente del Frente Popular de Kioto de 1937.